# Synelasma
Synelasma is een kevergeslacht uit de familie van de boktorren (Cerambycidae). De wetenschappelijke naam van het geslacht werd voor het eerst geldig gepubliceerd in 1858 door Pascoe.

## Soorten
Synelasma omvat de volgende soorten:
- Synelasma anolius Pascoe, 1865
- Synelasma baramensis Heyden, 1897
- Synelasma bufo Pascoe, 1858
- Synelasma stellio Pascoe, 1865